# Song for Tomorrow
Pour plus de détails, voir Fiche technique et Distribution.
Song for Tomorrow est un film britannique réalisé par Terence Fisher, sorti en 1948.

## Synopsis
Un pilote de chasse vétéran de la guerre souffre d'amnésie et ne se souvient que de la voix d'une chanteuse d'opéra.

## Fiche technique
- Titre original : Song for Tomorrow
- Réalisation : Terence Fisher
- Scénario : William Fairchild
- Direction artistique : Don Russell (en)
- Costumes : Violet Beaumont
- Photographie : Walter J. Harvey
- Son : George Croll, H.C. Pearson
- Montage : Gordon Pilkington
- Musique : William Blezard (en)
- Production : Ralph Nunn-May
- Production déléguée : John Croydon
- Production exécutive : J. Arthur Rank
- Société de production : Production Facilities, Highbury Studios (en)
- Société de distribution : General Film Distributors
- Pays d'origine :  Royaume-Uni
- Langue originale : anglais
- Format : Noir et blanc — 35 mm — 1,37:1 — son mono
- Genre : drame
- Durée : 62 minutes
- Dates de sortie : Royaume-Uni : 7 juin 1948

## Distribution
- Ralph Michael : Roger Stanton
- Shaun Noble : Derek Wardell
- James Hayter : Nicholas Klausemann
- Valentine Dunn : Mme Wardell
- Christopher Lee : Auguste
- Ethel Coleridge : la femme dans le cinéma
- Evelyn McCabe : Helen Maxwell
- Carleen Lord : l'habilleuse
- Yvonne Forster : une infirmière
- Martin Boddey : le major
- Sam Kydd : un sergent
- Conrad Phillips : le lieutenant Fenton
- Lockwood West : M. Stokes